# أعلى عشة (المفلحي)

تعديل مصدري - تعديل

أعلى عشة هي إحدى قرى عزلة المفلحي بمديرية المفلحي التابعة لمحافظة لحج، بلغ تعداد سكانها 368 نسمة حسب تعداد اليمن لعام 2004.